# 船越明子
船越 明子（ふなこし あきこ）は、日本の保健師、看護師、精神保健福祉士、看護学者（精神看護学）。学位は博士（保健学）(東京大学・2010年)。神戸市看護大学看護学部教授 。
精神科クリニック訪問看護部門看護師、 東京都立梅ヶ丘病院看護師、東京都立荏原看護専門学校非常勤講師、三重県立看護大学看護学部講師、同大学准教授、兵庫県立大学看護学部准教授などを歴任した。
不登校やひきこもりに関する講演活動も行っている。

## 経歴

### 学歴[6]
- 大阪大学医学部保健学科看護学専攻
- 2001年4月-2002年3月 東京大学医学部保健学科精神看護学分野学部研究生
- 2002年4月-2005年3月 東京大学大学院医学系研究科 健康科学・看護学専攻精神看護学分野博士前期課程
- 2005年4月-2010年8月 東京大学大学院医学系研究科 健康科学・看護学専攻精神看護学分野博士後期課程

### 経歴[6]
- 1999年-2001年東京都立梅ヶ丘病院看護師
- 2001年 精神科クリニック訪問看護部門看護師
- 2003年-2005年 東京都立荏原看護専門学校非常勤講師
- 2008年3月-2012年3月 三重県立看護大学看護学部講師
- 2012年4月-2015年3月 三重県立看護大学看護学部准教授
- 2015年4月-2019年3月 兵庫県立大学看護学部准教授
- 2019年4月- 神戸市看護大学看護学部教授

## 著書

### 単著[6]
- 『ひきこもり 親の歩みと子どもの変化 』新曜社，2015年，ISBN 	9784788514188[7]

### 共編著[6]
- 『ナースの精神医学 改訂3版 』中外医学社，2011年，ISBN 4498075803
- 『WRAP®を始める！精神科看護師とのWRAP入門』精神看護出版，2016年，ISBN 4862940579
- 『地域におけるひきこもり支援ハンドブック―長期高年齢化による生活困窮を防ぐ』金剛出版，2017年， ISBN 4772415823
- 『ナースの精神医学』中外医学社，2019年，ISBN 9784498175020
- 『新版 精神看護学』中央法規出版，2020年，ISBN 9784805881774
- 『子どものこころを育むケア～児童・思春期精神科看護の技～』（編著）精神看護出版，2020年8月，ISBN 9784862940650[8]

## 論文
- CiNii Articles（船越明子）

## 所属学会
（この節の出典）
- 日本看護科学学会
- 日本精神保健看護学会
- 日本精神障害者リハビリテーション学会
- 日本公衆衛生学会
- 日本精神衛生学会
- 日本児童青年精神医学会
- 日本社会精神医学会
- 日本保健医療社会学会